# Šumska pečurka
Šumska pečurka (lat. Agaricus silvicola) je jestiva gljiva iz porodice pečurki (Agaricaceae). 

## Opis
- Klobuk šumske pečurke je širok od 8 do 12 centimetara, zvonolik, zatim raširen, suh, gladak, svilenkastosjajan, bijel, zatim žućkast, na dodir brzo postane žut.
- Listići su vrlo gusti, slobodni, najprije bjelkasti, zatim crvenkasti, pa tamnosmeđi.
- Stručak je visok od 5 do 10 centimetara, oko 1 centimetar debeo, vitak, cjevastošupljikav, zatim potpuno šupalj po cijeloj dužini, bijel, iznad bijelog visećeg vjenčića sivkastosmeđ, na dnu ponekad malo zadebljan.
- Meso je u klobuku bijelo, u stručku blijedocrvenkasto, mirise po anisu (lat. Pimpinella anisum), okus gorak.
- Spore su ovalne, smeđe boje, 5 – 6 x 3 – 4 μm.

## Stanište
Raste ljeti i u jesen skupno po 2 do 3 primjerka u crnogoričnim i miješanim šumama.     

## Upotrebljivost
Šumska pečurka je jestiva, izvrsne kakvoće, može se jesti i sirova.

## Sličnosti
Šumska pečurka pripada grupi čiji je predstavnik lipika (lat. Agaricus arvensis) svilenkastobijelog klobuka koji na pritisak požuti. Dosta je slična jestiva gljiva gomoljastonoga šumarica (lat. Agaricus abruptibulba), koja ima stručak na dnu redovito jako zavinut i kao odrezano gomoljast. Budite oprezni, jer se lako može zamijeniti bijelom pupavkom ili zelenom pupavkom koje su smrtno otrovne, a imaju potpuno bijele listiće, na pritisak ne požute, nemaju miris po anisu i na dnu stručka postoji gomoljasto zadebljanje i ostacima bijelog ovoja. 

## Slike
|  |  |  |  |  |
|  |  |  |  |  |